# Tomáš Bábek
Tomáš Bábek (né le 4 juin 1987 à Brno) est un coureur cycliste tchèque. Spécialisé dans les disciplines de sprint sur piste, il est champion d'Europe du keirin en 2016 et du kilomètre en 2020. Il compte également deux médailles aux mondiaux 2017 sur ces disciplines. Il a représenté la République tchèque aux Jeux olympiques de Pékin en 2008 et de Tokyo en 2020.

## Biographie
Tomáš Bábek est né à Brno, une ville avec une longue tradition dans le cyclisme sur piste et qui abrite le vélodrome qui a accueilli les championnats du monde de 1981. En 2008, il est médaillé de bronze du championnat d'Europe du kilomètre espoirs (moins de 23 ans). Il participe ensuite aux Jeux olympiques de Pékin et termine onzième de la vitesse par équipes, avec Denis Špička et Adam Ptáčník.
En avril 2011, il subit de graves blessures dans un accident de voiture, notamment ses poumons gravement endommagés. Après cela, il reste dans le coma pendant trois jours et les médecins ne lui ont pas laissé beaucoup de chance. Pourtant, il s'est réveillé, et après une longue période d'hospitalisations, de chirurgies et d'entraînements, il fait son retour sur un vélo un an plus tard.
En 2016, Bábek devient champion d'Europe de keirin et décroche le bronze sur le kilomètre. Quelques semaines plus tard, il gagne les compétitions de keirin lors des manche de la Coupe du monde à Glasgow et Apeldoorn, s'adjugeant également le classement général de la spécialité. En avril 2017, il est médaillé de bronze du keirin aux mondiaux de Hong Kong, mais surtout vice-champion du monde du kilomètre, terminant deuxième ex aequo avec Quentin Lafargue.
En 2020, il est sacré champion d'Europe du kilomètre et vice-champion d'Europe de vitesse par équipes, lors d'une compétition où il manque plusieurs nations fortes de la piste. Il participe aux Jeux olympiques de Tokyo en août 2021, où il se classe 23e du keirin et 28e de la vitesse individuelle. Il annonce arrêter sa carrière en février 2023, à 35 ans.

## Palmarès

### Jeux olympiques
- Pékin 2008
  - 11e de la vitesse par équipes
- Tokyo 2020
  - 23e du keirin
  - 28e de la vitesse individuelle

### Championnats du monde
| Édition / Épreuve              | Kilomètre | Keirin | Vitesse | Vitesse par équipes |
| Palma 2007                     |           |        |         | 12e                 |
| Manchester 2008                | 19e       |        | 42e     | 13e                 |
| Pruszków 2009                  | 21e       |        | 34e     | 14e                 |
| Copenhague 2010                | 9e        |        | 32e     | 12e                 |
| Apeldoorn 2011                 | 7e        |        | 33e     | 11e                 |
| Minsk 2013                     | 15e       |        |         | 12e                 |
| Cali 2014                      | 9e        |        | 27e     |                     |
| Saint-Quentin-en-Yvelines 2015 | 17e       |        |         |                     |
| Londres 2016                   | 7e        |        |         |                     |
| Hong Kong 2017                 | Argent    | Bronze |         | 9e                  |
| Pruszków 2019                  | 6e        | 16e    |         | 12e                 |
| Berlin 2020                    | 9e        | 23e    |         |                     |
| Saint-Quentin-en-Yvelines 2022 | 20e       | 23e    |         | 9e                  |

### Coupe du monde
- 2016-2017
  - Classement général du keirin
  - 1er du keirin à Glasgow
  - 1er du keirin à Apeldoorn
  - 3e du keirin à Cali
  - 3e du kilomètre à Cali
- 2019-2020
  - 3e du keirin à Brisbane

### Championnats d'Europe
| Édition / Épreuve              | Kilomètre | Keirin | Vitesse par équipes                       |
| Pruszków 2008 (espoirs)        | Bronze    |        |                                           |
| Minsk 2009 (espoirs)           | 4e        |        |                                           |
| Pruszków 2010                  |           | 5e     |                                           |
| Panevėžys 2012                 |           | 6e     |                                           |
| Baie-Mahault 2014              | 6e        |        |                                           |
| Granges 2015                   |           | 6e     |                                           |
| Saint-Quentin-en-Yvelines 2016 | Bronze    | Or     |                                           |
| Berlin 2017                    |           | 4e     | 5e                                        |
| Glasgow 2018                   | 9e        |        | 7e                                        |
| Apeldoorn 2019                 | 6e        | 4e     | 7e                                        |
| Plovdiv 2020                   | Or        | 7e     | Argent (avec Čechman, Šťastný et Topinka) |
| Granges 2021                   | 12e       | 11e    | 7e                                        |
| Munich 2022                    | 13e       | 7e     | 6e                                        |

### Jeux européens
| Édition / Épreuve | Kilomètre | Keirin | Vitesse par équipes |
| Minsk 2019        | Or        | 5e     | 4e                  |

### Championnats nationaux
- Champion de République tchèque du kilomètre en 2007, 2008, 2019, 2020 et 2021
- Champion de République tchèque de vitesse par équipes en 2008 et 2021
- Champion de République tchèque de vitesse en 2016, 2020 et 2021
- Champion de République tchèque du keirin en 2016

## Récompenses
- Cycliste tchèque de l'année : 2017 et 2020